# Lenthionine
Lenthionine is een cyclische organozwavelverbinding die gevonden wordt in shiitake-paddenstoelen, uien en knoflook en speelt een rol in de geurervaring ervan.  Het mechanisme van de biosynthese van de verbinding is tot nu toe (april 2024) nog niet opgehelderd.

## Isolatie
Lenthionine is uit paddenstoelen verkregen door deze een nacht in water te laten staan. Vervolgens werden de paddenstoelen gecentrifugeerd en opgelost in chloroform dat later verdampt werd waarna een gele olie resulteerde. Via chromatografie kon vervolgens het lenthionine geïsoleerd worden.

## Laboratoriumsynthese
Lenthionine is in het laboratorium gemaakt door waterstofsulfidegas door een oplossing van natriumsulfide en zwavel te leiden tot de pH van 8 bereikt was. Vervolgens werd een hoeveelheid dichloormethaan toegevoegd. Na een tijd roeren bij kamertemperatuur scheidt zich een organische laag af die het gezochte lenthionine bevat.